# کریستین لمپارد
کریستین لوئیز لمپارد (با نام خانوادگی بلیکلی، متولد ۲ فوریه ۱۹۷۹) یک گوینده برنامه‌های تلویزیونی در ایرلند شمالی از نیوتاوناردز، ایرلند شمالی است که بیشتر بخاطر کار تلویزیونی خود با بی‌بی‌سی و شبکهٔ آی تی وی شهرت یافته‌است.

## اوایل زندگی
کریستین لمپارد در بیمارستان دِیزی هیل در نیوری متولد شد و در شهر نیو تاوناردز بزرگ شد. خواهر جوانتر او نیکولا نام دارد.
در حالیکه در تلویزیون بی‌بی‌سی ایرلند شمالی کار می‌کرد، سعی در ادامه تحصیل هم داشت. نهایتاّ تصمیم به ادامه کار داده از ادامه تحصیل دست کشید.

## حرفه

### بی‌بی‌سی
کریستین در بی‌بی‌سی ایرلند شمالی روی برنامه مورد علاقه مردم، فکاهی «آرامش به سرم بده» کار کرد. در سال ۲۰۱۶ برای اجرای یک رل کوتاه به این برنامه بازگشت.
او در بی‌بی‌سی ایرلند شمالی میزبان برنامه‌های متنوع و جالب تلویزیونی شد. در یکی از این برنامه‌ها که در سال ۲۰۰۴ انجام شد او با یک هلیکوپتر در اطراف ایرلند شمالی پرواز می‌کرد و مناظر ایرلند شمالی را در تلویزیون از نظر بینندگان می‌گذراند. بدنبال آن برنامه سرگرمی هفتگی هم داشت. او در سال ۲۰۰۵ نمایش آشپزی بی‌بی‌سی ایرلند شمالی، Spill the Beans را ارائه داد.

### آی تی وی
تقریباً سه ساعت پس از آنکه بی‌بی‌سی کنترات یک میلیون پوندی خود را از کریستین پس گرفت، او به شبکهٔ آی تی وی رفت و یک قرارداد چهارساله به مبلغ چهار میلیون پوند با آی تی وی امضاء کرد.
کریستین لمپارد بین سال‌های ۲۰۱۱ تا ۲۰۱۵ میزبان برنامه‌های درخواست خیریه بود.
او با تجربیات زیادی که در تلویزیون و همکاری با فیلیپ شوفیلد دارد هر گاه که فیلیپ و همکار او نمی‌توانستند در برنامه شرکت کنند کریستین لمپارد به جای آنان در برنامه ظاهر می‌شود.
وی قبل از اینکه مجری دائمی یکی از برنامه‌های پر تماشاچی شود آن برنامه را به صورت نیمه وقت به جای روت لنگسفورد و آندره مک لین میزبانی می‌کرد.

### فقط برای رقصیدن بیا
لمپارد در سال ۲۰۰۸ در یک مسابقه رقص شش بخشی تلویزیونی بنام «فقط برای رقصیدن بیا» با یک رقاص حرفه ای بنام متیو کاتلر شرکت کرد. لمپارد و کاتلر در ۳۰ نوامبر ۲۰۰۸ این مسابقه را به رقبای خود ریچل استیونز و وینسنت سیمون باختند و با مقام پنجم از این مسابقه خارج شدند.

### رادیو
لمپارد در ابتدای کارش در رادیو کیو در بلفاست ایرلند شمالی به عنوان خواننده خبر و مجری برنامه با استفان نولان همکاری داشت
از ژانویه تا مارس ۲۰۱۵، لمپارد برنامه «نهار یکشنبه» را در بعد از ظهر یکشنبه از ساعت ۳ تا ۴ بعد از ظهر در ایستگاه رادیوئی بریتانیا ''ارائه داد'' .

### شغل‌های دیگر
در ۲۰ مارس ۲۰۱۰، لمپارد برای اولین بار با عنوان کمدین در برنامهٔ خیریهٔ کمدی کانال ۴، برای کمک به بیمارستان کودکان خیابان گریت اورموند، که در O2 Arena لندن فیلمبرداری شد، شرکت کرد.